# Замысловский, Георгий Георгиевич
Гео́ргий Гео́ргиевич Замысло́вский (псевдоним Г. Юрский; 13 (25) мая 1872 года — 1920, Владикавказ) — русский государственный общественный и политический деятель, юрист.
Член Государственной думы Российской империи III и IV и созывов. Активный участник право-монархического движения, член Русского собрания, и участник Союза русского народа. Участник процесса Бейлиса.

## Биография

### Образование
Потомственный дворянин. Сын ординарного профессора кафедры русской истории Санкт-Петербургского университета Егора Егоровича Замысловского (1841—1896).
С 1882 по 1890 годы учился в «филологической гимназии» при Санкт-Петербургском филологическом институте, по окончании которой поступил на юридический факультет Санкт-Петербургского университета; окончил курс в 1894 году.

### Начало государственной службы
В 1894 году назначен помощником секретаря учрежденной при Министерстве юстиции комиссии по составлению местных запретительных книг (с 1898 года — секретарь этой комиссии). В начале 1906 года назначен исполняющим должность товарища прокурора Виленской судебной палаты:542. С 1899 года работал мировым судьёй по Курляндской губернии. С 18 (31) января 1903 года — товарищ прокурора Гродненского, а с 29 мая (11 июня) 1904 года — Виленского окружных судов.
С июня 1906 года по 10 (23) ноября 1907 года (до момента избрания в Государственную думу) исполнял обязанности товарища прокурора Виленской судебной палаты.

### В Государственной думе
Избран в Государственную думу III созыва в качестве беспартийного кандидата. В думе примкнул к фракции правых. Занимал с ноября 1907 года по декабрь 1910 года пост товарища секретаря Государственной думы. Являлся также депутатом Государственной думы IV созыва. Принимал непосредственное участие в деле Бейлиса:542 как представитель матери погибшего Александра Ющинского, требовал Бейлису обвинительного приговора. В августе 1915 года был избран Государственной думой на должность члена Особого совещания по топливу.
В 1911 году приобрел имение Богданишки размером 283 десятины в Виленском уезде.

### После революции
Несмотря на свою поддержку Временного правительства, оказался допрошен его Чрезвычайной следственной комиссией. После революции 1917 года перебрался в Киев, состоял в организации Николая Маркова «Великая единая Россия». Позднее перебрался в Ростов-на-Дону. В начале ноября 1918 года осуществлял попытки сбора монархического съезда, стараясь привлечь к нему, в том числе, и представителей Добровольческой и Кубанской армии. Создатель Русского собрания в Ростове-на-Дону, объединил вокруг себя представителей Всероссийского монархического центра, Военно-монархического союза и Союза русского народа. Позднее примкнул к Национально-либеральной партии, обособившейся от Русского собрания, поддерживал идеи конституционной монархии. Уехал на Кавказ, где вёл собственную политическую деятельность. Умер от тифа весной или осенью 1920 года во Владикавказе:542, по другим данным — эмигрировал в Югославию.

## Сочинения
- Речь депутата Г. Г. Замысловского, произнесенная в заседании Государственной думы 25 апреля 1908 г. по вопросу о контингенте новобранцев. — Санкт-Петербург : Рус. нар. союз им. Михаила Архангела, 1908. — 15 с. ; 23 см
- Польский вопрос в Государственной думе 3-го созыва 1-й сессии.. [по материалам, доставл. Г. Г. Замысловским]. — Вильна : Вестн. Вилен. правосл. Св.-Духовского братства, 1908. — 157 с. ; 19 см
- По поводу законопроекта «О переходе из одного вероисповедания в другое» / Г. Замысловский. — Харьков : тип. журн. «Мирн. труд», 1909. — 20 с.; 23.
- Юрский Г. (под псевдонимом). Жертвы Израиля : Сарат. дело : (По подлин. документам) / Чл. Гос. думы Г. Г. Замысловский. — Харьков : Вилен. Св.-духов. братство, 1911. — 48 с.; 23.
- «Умученные от жидов» : Сарат. дело : По актам подлин. пр-ва / Чл. Гос. думы Г. Г. Замысловский. — Харьков : тип. «Мирн. труд», 1911. — 48 с.; 23.
- Развал высшей школы : Речь Г. Г. Замысловского в заседании Гос. думы 20 апр. 1911 г. — Санкт-Петербург : тип. Спб. градоначальства, 1911. — 16 с.; 22.
- Дело Тагиева / Георгий Замысловский. — Санкт-Петербург : тип. А. С. Суворина, 1912. — 32 с.; 20.
- Умученные от жидов : киевская трагедия и саратовское дело — из актов подлиннаго производства по брошюре члена Государственной Думы Г. Г. Замысловскаго / [Протодиакон Василий Островидов]. — Санкт-Петербург : Типо-литография т-ва «Свет», 1912. — 15 с.; 21 см
- Замысловский Г. Г. Правые в Третьей Государственной Думе (1912)
- Замысловский Г.Г. Убийство Андрюши Ющинского. Речь в Киевском Окружном Суде 24 октября 1913 г. — СПб.: Издание Русского Народного Союза имени Михаила Архангела, 1913. 
  - Убийство Андрюши Ющинского : Речь в Киев. окр. суде 24 окт. 1913 г. / Г. Г. Замысловский. — Санкт-Петербург : тип. т-ва А. С. Суворина «Новое время», 1914. — 119 с.; 20.
  - Убийство Андрюши Ющинского : исследование в 3 ч. : с 2 планами и 20 рисунками в тексте, из коих один в красках / Г. Замысловский. — Петроград : Тип. т-ва А. С. Суворина «Новое время», 1917. — VI, 520 с., 1 л. цв. ил. : ил., портр., пл.; 24 см.
- «Умученные от жидов» [Текст] : саратовское дело : по актам Государственного совета / Г. Г. Замысловский. — 2-е изд., доп. и перераб. — Санкт-Петербург : Тип. т-ва А. С. Суворина «Новое время», 1914. — 80 с.; 23
- В борьбе с ненавистниками России /Отв.   ред. О.  А.  Платонов.  —  М.:  Институт  русской  цивилизации, 2013. — 720 с. ISBN 978-5-4261-0068-8